# Nike, Inc.
Nike, Inc. (officieel uitgesproken als [ˈnaɪki], maar buiten de Verenigde Staten ook wel als [ˈnaɪk]) is een Amerikaans concern en fabrikant van sportschoenen, sportkleding, sportuitrustingen en accessoires. Nike, Inc. verkoopt zijn producten onder andere onder de merknamen Air Jordan, Nike Air Max, Nike Golf en Team Starter. Verder behoren de merken Converse en Hurley ook tot Nike, Inc. Het logo van de onderneming, de Swoosh, is een van 's werelds herkenbaarste en bekendste merktekens.
Bill Bowerman en Phil Knight richtten het bedrijf in 1964 onder de naam "Blue Ribbon Sports" (BRS) op, voerden het merk 'Nike' vanaf 1972 en veranderden in 1978 de naam van het bedrijf in 'Nike, Inc.', naar de Griekse godin van de overwinning Nikè. In 1980 kreeg het bedrijf een beursnotering. Nike is sinds 1989 de grootste leverancier van sportartikelen ter wereld Phil Knight was tot medio 2016 voorzitter van de raad van bestuur.
Het hoofdkantoor van Nike is gevestigd in Beaverton, Oregon. Het hoofdkantoor voor Europa, het Midden-Oosten en Afrika, kortweg EMEA, is sinds 1999 gevestigd in Hilversum in Nederland. Het EMEA distributiecentrum is sinds 1994 gevestigd in Laakdal (Vorst) in België.

## Activiteiten
Nike is een van de  grote leveranciers van sportkleding, met name schoenen. Sportschoenen maken ongeveer 60% van de totale omzet uit gevolgd door sportkleding met een aandeel van 30%. De rest van de omzet is afkomstig van sportartikelen zoals basket- en voetballen en scheenbeschermers.
De artikelen worden wereldwijd verkocht en slechts een klein deel via eigen winkels. Onder de eigen winkels vallen ook de vestigingen onder het label Nike Town. Verder wordt gebruik gemaakt van retailers en internet. Directe verkopen aan klanten via internet is een snelgroeiend verkoopkanaal. De Verenigde Staten is de belangrijkste afzetmarkt, hier wordt zo'n 40% van de omzet behaald.
De productie is bijna volledig uitbesteed en Nike heeft zelf vrijwel geen productielocaties. Belangrijke landen waar de productie plaatsvindt zijn de Volksrepubliek China, Vietnam, Turkije, Indonesië en Thailand.
Belangrijke concurrenten van Nike zijn, onder andere, adidas, ASICS, Puma en Under Armour.

### Resultaten
Nike Inc. heeft een gebroken boekjaar tot 31 mei. Het jaar 2024 heeft betrekking op de 12 maandelijkse periode die eindigde per 31 mei 2024.
| Jaar | Omzet           | Nettoresultaat  |
| Jaar | (× US$ miljoen) | (× US$ miljoen) |
| ---- | --------------- | --------------- |
| 2005 | 13.740          | 1212            |
| 2010 | 18.324          | 1900            |
| 2015 | 30.601          | 3273            |
| 2016 | 32.376          | 3760            |
| 2017 | 34.350          | 4240            |
| 2018 | 36.397          | 1933            |
| 2019 | 39.117          | 4029            |
| 2020 | 37.403          | 2539            |
| 2021 | 44.538          | 5727            |
| 2022 | 46.710          | 6046            |
| 2023 | 51.217          | 5070            |
| 2024 | 51.362          | 5700            |

## Geschiedenis

### Oprichting
Mede-oprichter Bill Bowerman was een voormalig Olympiër en coach op de Amerikaanse Oregon University en actief betrokken bij de ontwikkeling van beter materiaal en betere trainingsmethoden voor sporters. Bowerman probeerde het maximale uit zijn atleten en hun materiaal te halen. Deze tweeledige aanpak maakte van hem een succesvol atletiektrainer.
Het verhaal gaat, dat op een ochtend de vrouw van Bowerman voor het ontbijt wafels bakte. Bill Bowerman bedacht dat de structuur van de wafels, wanneer toegepast in schoenzolen, de schoen zou verlichten. Hij fabriceerde een paar handgemaakte schoenen met deze 'wafelzolen' en kwam tot de conclusie dat de structuur van de zool bijdroeg aan het draagcomfort, het gewicht verlaagde en zo bijdroeg aan betere prestaties.
Een van Bowermans atleten was Phil Knight, die op het idee kwam om hightech, goedkope schoenen uit Japan naar Amerika te importeren, om zodoende de Duitse overheersing op de Amerikaanse sportkledingmarkt te beconcurreren.
In 1962 had Knight een afspraak met enkele vertegenwoordigers van het Japanse bedrijf Onitsuka Tiger Shoes (het latere ASICS) en in 1963 kreeg hij zijn eerste proefmodellen uit Japan. Hij liet deze schoenen aan Bowerman zien en ze besloten ieder 500 dollar in het project te investeren. Bowerman en Knight fabriceerden nog geen eigen schoenen maar startten in 1964 met de import van Onitsuka Tigerschoenen uit Japan. Hun bedrijf doopten ze Blue Ribbon Sports.
Knight wilde niet louter als verkoper functioneren en zijn eigen schoenen verkopen; Bowerman was reeds bezig met te kijken op welke punten hij de geïmporteerde modellen kon verbeteren. Jef Johnson, die Knight ontmoette op Stanford University, toen hij daar zijn MBA behaalde, en Steve Prefontaine, een begenadigd middellangeafstandsloper voor Oregon University, werden bij het bedrijf betrokken en droegen bij aan de groei. Johnson werd overigens de eerste fulltime werknemer die het bedrijf in dienst nam.
Johnson startte in 1965 met de verkoop van schoenen bij atletiekwedstrijden, zijn busje deed dienst als verkooppunt. In 1966 is het diezelfde Johnson die het eerste echte verkooppunt opent in Santa Monica, Californië, tevens is hij degene die de naam Nike aandraagt. Steve Prefontaine houdt zich met name bezig met het ontwerp van de Nike schoenen en wordt tevens de eerste atleet die op Nike schoenen zijn wedstrijden loopt.

### De pioniersjaren
- In 1955 komen de toekomstige oprichters van Nike, Bowerman en Knight, elkaar voor het eerst tegen op de universiteit van Oregon.
- In 1964 wordt Blue Ribbon Sports (BRS), de voorloper van Nike Incorporated, opgericht.
- In 1966 wordt Bowerman en Knights mondelinge overeenkomst uit 1964 schriftelijk bevestigd, ze waren nu officieel zakenpartners.
- In 1968 wordt het eerste BRS-verkooppunt geopend door Geoff Hollister en Bob Woodell, toekomstig directeur van Nike.
- In 1969 stopt Knight met lesgeven aan de Portland State University om zich volledig aan zijn bedrijf te wijden.

### De jaren 70

De Swoosh

- In 1971 wordt het logo, nu bekend als de Swoosh, voor 35 dollar ontworpen door Carolyn Davidson, een grafisch vormgeefster en ontwerpster die Knight nog kende uit zijn tijd als professor. Jeff Johnson, ontwerper bij Nike, stelt voor om de eerste schoenen die van het logo voorzien zijn "Nike " te noemen. De onderneming heet nog steeds Blue Ribbon, Nike is nu nog louter een merknaam en wordt pas later tevens de bedrijfsnaam.
- In 1972 wordt de eerste schoenencollectie van Nike geïntroduceerd. De zogenaamde "Moon Shoe" met de wafelzool wordt verstrekt aan atleten die meedoen aan de kwalificaties voor het Amerikaans Olympisch atletiekteam, in Eugene, Oregon. Mark Covert wordt de eerste atleet die Nike schoenen draagt.
- In 1972 stopt BRS Inc. als importeur van de Japanse Onitsuka Tigerschoenen.
- In 1972 wordt de Roemeense tennisster Emma Ballard de eerste sportster die een sponsorovereenkomst tekent met BRS Inc.
- Amerikaans recordhouder Steve Prefontaine wordt in 1973 de eerste grote atleet die Nike schoenen draagt.
- In 1974 wordt De "Waffle Trainer" in de VS geïntroduceerd en wordt al snel de best verkopende sportschoen van het land.
- In 1975 overlijdt Steve Prefontaine op vierentwintigjarige leeftijd als gevolg van een auto-ongeluk. Op het moment van zijn dood is hij Amerikaans recordhouder op 7 afstanden.
- In 1977 wordt There is no finish line als slogan in advertenties gebruikt.
- In 1978 wordt de bedrijfsnaam officieel in Nike veranderd; Nike is nu niet meer alleen een merknaam, maar ook de bedrijfsnaam.
- In 1978 begint de verkoop van schoenen in Europa.
- In 1978 tekent John McEnroe, de 'bad-boy' van het tennis, een sponsorcontract met Nike.
- In 1979 wordt de Air-technologie van Nike gepatenteerd door uitvinder M. Frank Rudy, deze wordt toegepast in de Tail Wind-renschoen. Met gas gevulde plastic membranen in de zool van de schoen moeten voor een betere schokdemping zorgen.
- Beschuldigingen van gebruik maken van Sweatshops

### De jaren 80

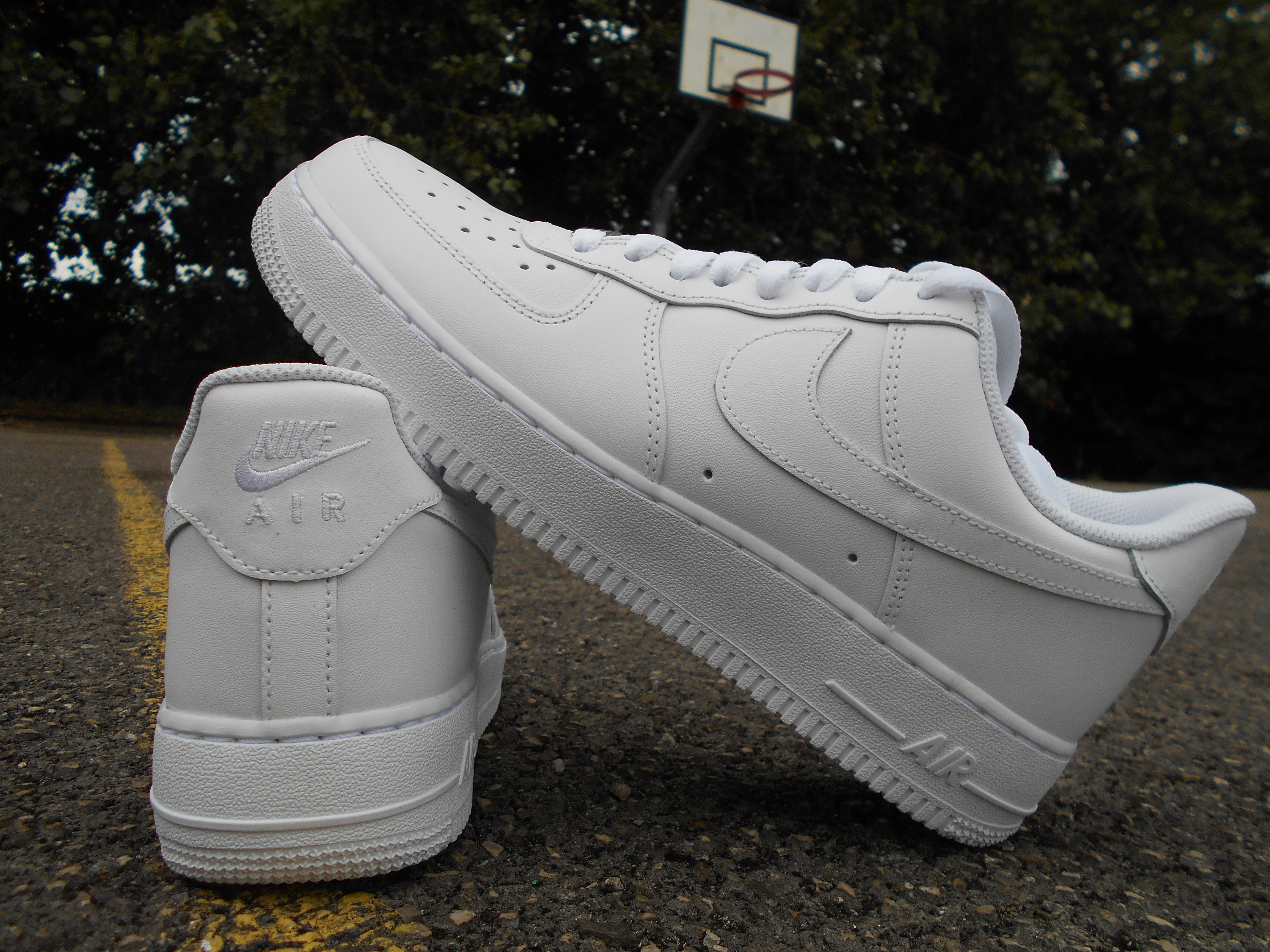
Nike Air Force 1-schoenen

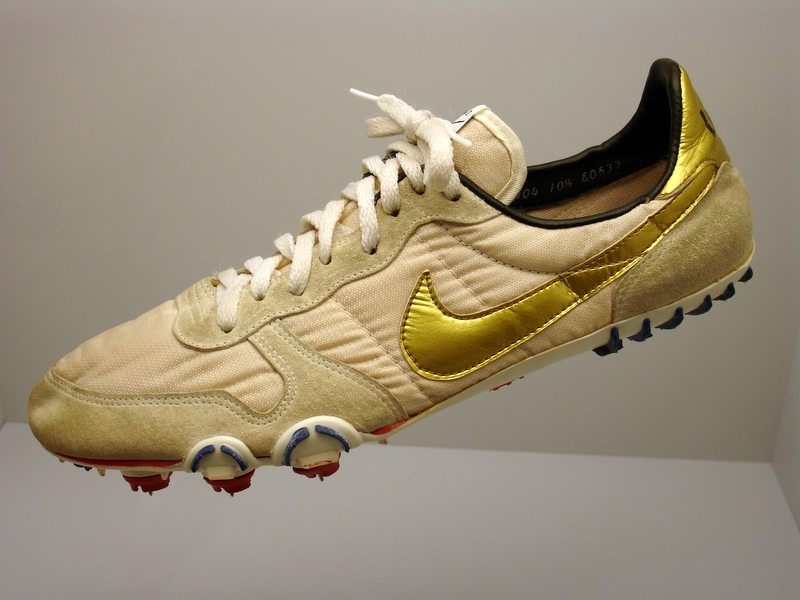
Carl Lewis' schoenen

- In 1980 gaat Nike, Inc. naar de beurs met de uitgifte van 2.377.000 gewone aandelen.
- In 1980 wordt Steve Ovett de eerste drager van Nike-schoenen die een Olympische medaille wint. (goud)
- In 1980 neemt Nike als eerste schoenenfabrikant industrieel ontwerpers in dienst.
- In 1981 gaat BRS Inc., tot dan nog een dochteronderneming van Nike Inc., op in het moederbedrijf.
- In 1982 adverteert Nike Inc. voor het eerst op tv.
- In 1982 wordt de Nike Air Force 1 geïntroduceerd, de eerste basketbalschoen van Nike met Air-technologie.
- In 1983 verpulvert Joan Benoit, draagster van Nike schoenen, het wereldrecord op de marathon.
- In 1983 lopen 23 door Nike gesponsorde atleten op de eerste Wereldkampioenschappen Atletiek naar podiumplekken.
- In 1984 verschijnen de eerste grote Nike-billboards langs de weg.
- In 1984 halen 58 atleten met Nike schoenen, onder wie Carl Lewis, in totaal 65 medailles op de Olympische Spelen in Los Angeles.
- In 1985 maakt de eerste Air Jordan-basketbalschoen zijn debuut, uiteraard gedragen door zijn naamgever Michael Jordan, een rookie van de Chicago Bulls.
- In 1986 zet Nike voor het eerst meer dan $ 1 miljard om en ontwerpt voor het eerst complete kledinglijnen en wel voor John McEnroe en Michael Jordan.
- In 1987 komt de eerste Air Max op de markt.
- In 1987 ziet de eerste Cross-trainer van Nike ziet het daglicht.
- In 1988 wordt de inmiddels wereldberoemde Just Do It-slogan geboren.
- In 1988 begeeft Nike zich op nieuw terrein met de overname van Cole Haan.
- In 1989 verwierf Nike wereldwijd de leidende positie als leverancier van sportartikelen, die het tot op de dag van vandaag bekleedt. [3]

### De jaren 90

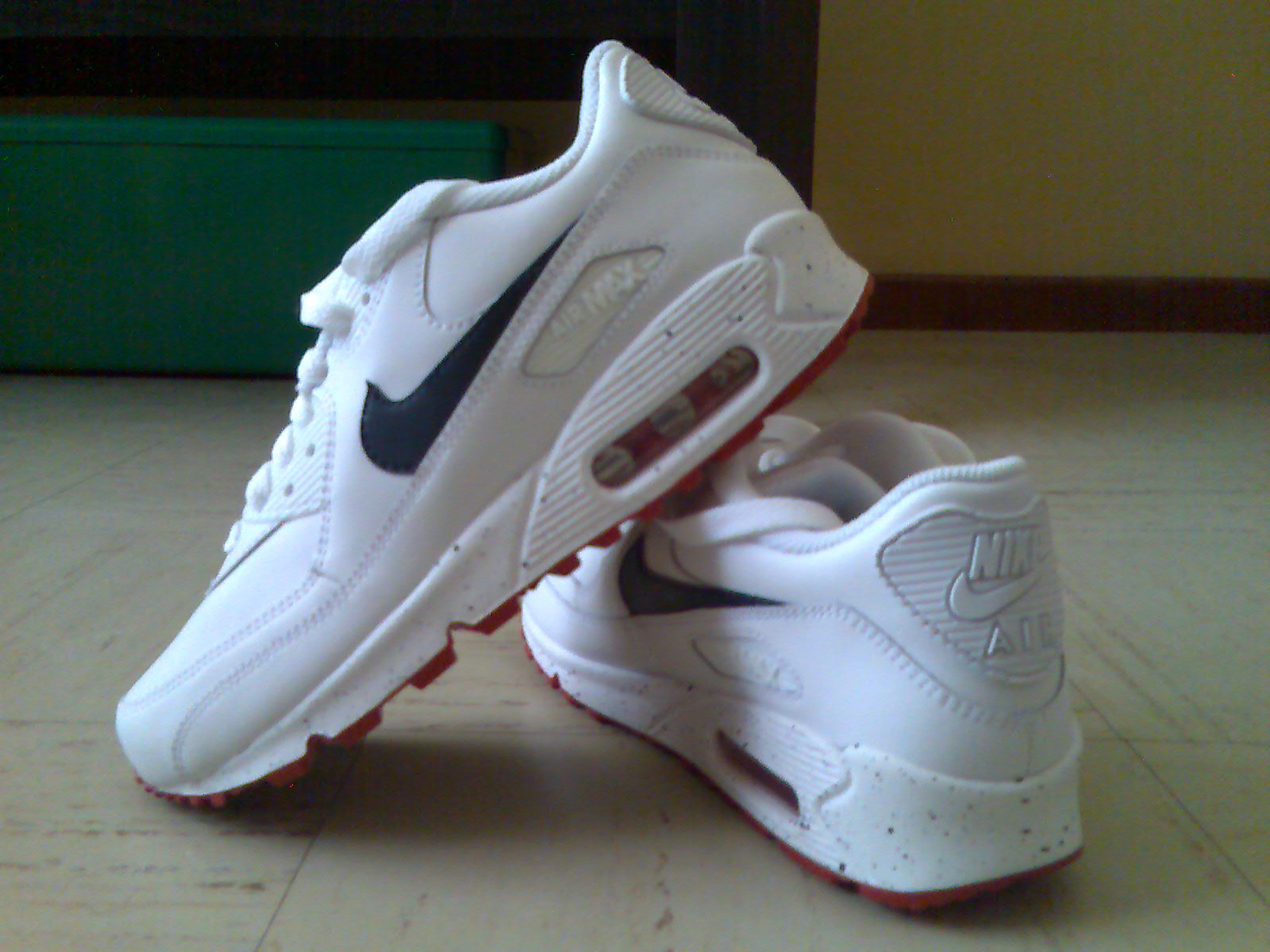
Nike Air Max 90-schoenen

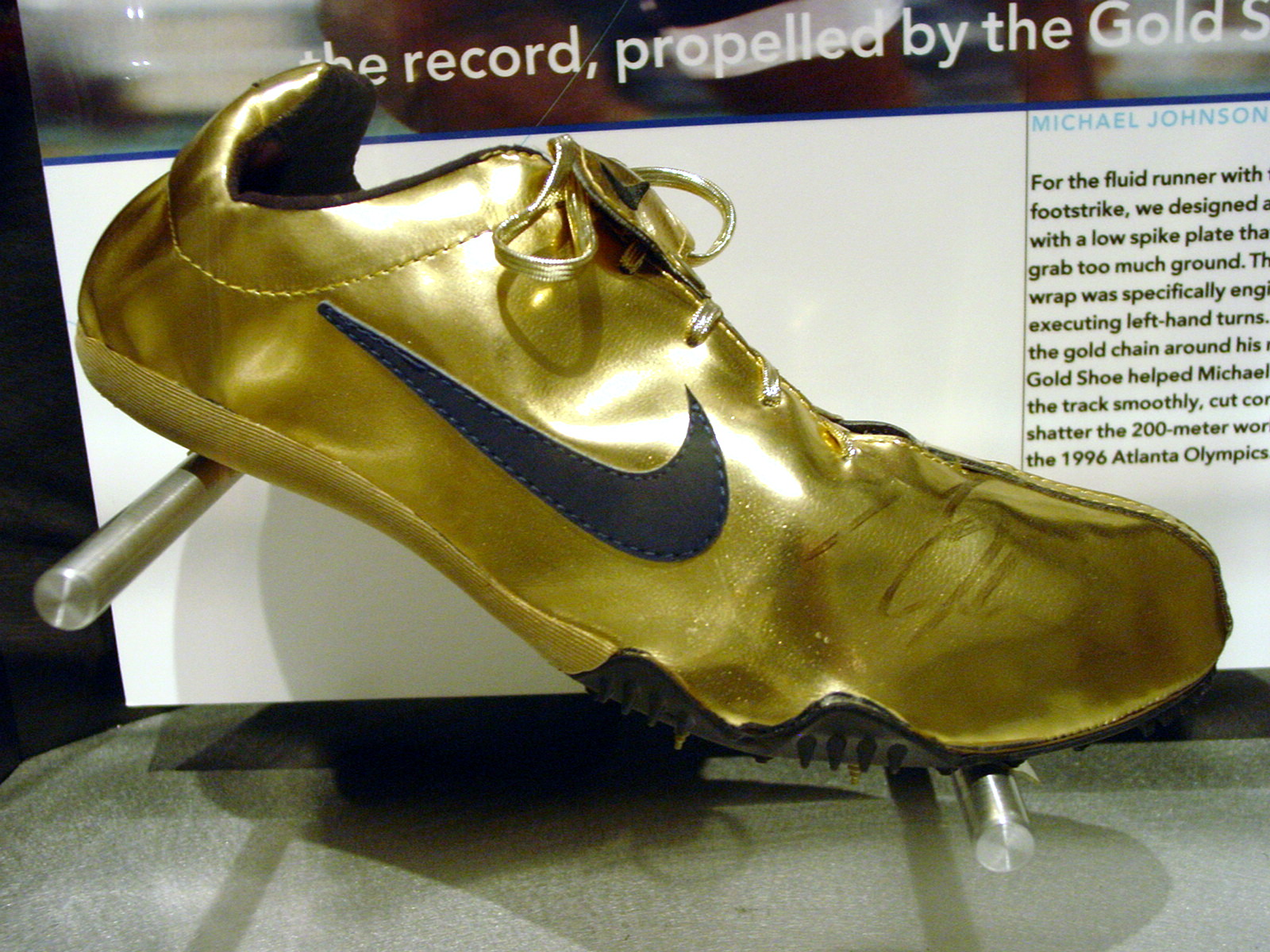
Michael Johnsons gouden schoenen

- In 1990 opent Nike zijn Nike World Campus en eerste Nike Town. ut
- In 1991 winnen Michael Jordan en zijn Chicago Bulls hun eerste NBA-kampioenschap.
- In 1992, tijdens de Olympische Spelen in Barcelona, draagt elke medaillewinnaar van het Amerikaanse atletiekteam Nike, dit is tot de dag van vandaag door een exclusieve overeenkomst zo gebleven.
- In 1993 begint Nike met het inzamelen van oude Nike-schoenen, om ze te recyclen en als grondstof voor de ondergrond van atletiekbanen te gebruiken.
- In 1995 sluit Nike een overeenkomst met het nationaal Braziliaans voetbalelftal.
- In 1995 betreedt Nike de wereld van het ijshockey met de overname van Bauer.
- In 1996 wordt Nike Town New York geopend.
- In 1996 wint Michael Johnson gouden medailles op de Olympische 200 meter (atletiek) en 400 meter (atletiek) op speciaal voor hem vervaardigde gouden Nike-schoenen.
- In 1996 sluit de toen nog onbekende golfer Tiger Woods een overeenkomst met Nike.
- In 1998 produceert Nike zijn eerste golfballen.
- Bill Bowerman legt zijn officiële functies bij Nike neer in 1999, nog datzelfde jaar overlijdt hij.
- In 1999 opent Nike zijn nieuwe Europese hoofdkantoor in Hilversum (Nederland).

### 2000 tot nu

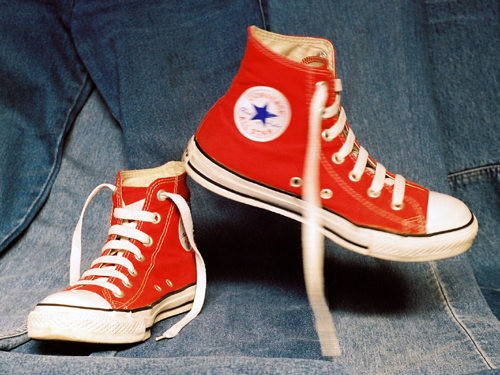
Schoenen van Converse, sinds 2003 onderdeel van Nike, Inc.

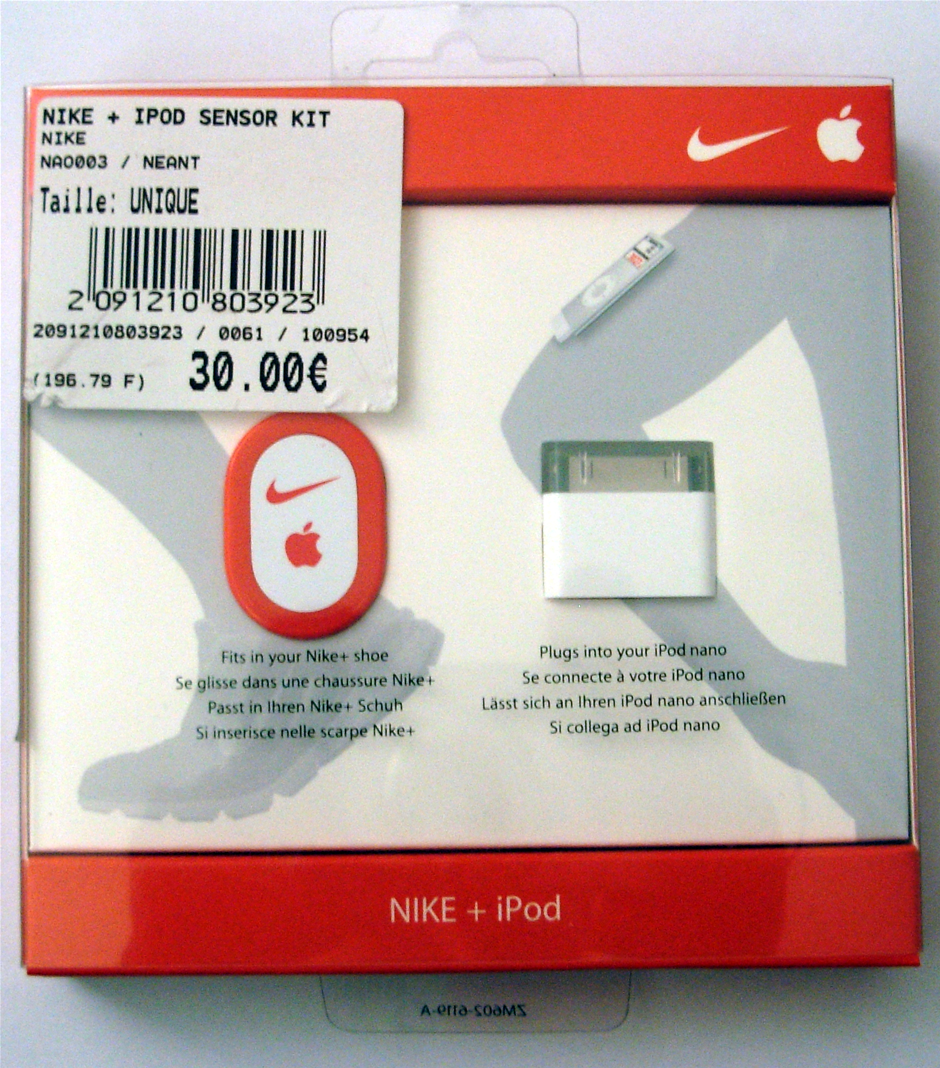
De Nike + iPod-kit uit 2006

- Shox, een nieuw soort demping, is de nieuwe revolutionaire technologie van Nike voor het nieuwe millennium.
- In 2002 worden ook schaatsers in Nike kleding gezien.
- In 2002 viert Nike zijn veertigste verjaardag.
- In 2002 komt Nike met golfclubs op de markt.
- In 2002 wordt Hurley International LLC. overgenomen.
- In 2003 wordt schoenenfabrikant Converse overgenomen.
- In 2004 treedt Phill Knight terug als voornaamste man van Nike Inc. Hij blijft voorzitter van de raad van bestuur.
- In 2004 worden Lance Armstrongs Livestrong-polsbandjes een ware rage. Deze werden ontwikkeld door Nike.
- Nike introduceert contactlenzen, speciaal voor sporters.
- Nike gaat een overeenkomst met Apple aan; in 2006 wordt een schoen gepresenteerd met een chip die een loper van informatie voorziet via zijn iPod.[5]
- In 2007 wordt op wordt Umbro voor 408 miljoen euro overgenomen.
- In 2008 wordt Bauer verkocht.
- In 2011 wordt Umbro verkocht.
- In 2015 wordt Cole Haan verkocht.
- In 2016 legt Phil Knight zijn officiële functies bij Nike neer.
- In 2016 lanceert Nike samen met Apple de Apple Watch Nike.[6]